# Plottes
Plottes ist eine französische Gemeinde mit 554 Einwohnern (Stand: 1. Januar 2022) im Département Saône-et-Loire in der Region Bourgogne-Franche-Comté. Sie gehört zum Arrondissement Mâcon und zum Kanton Tournus. Plottes ist Mitglied im Gemeindeverband Communauté de communes Mâconnais-Tournugeois.

## Geographie
Plottes liegt etwa 25 Kilometer nordnordöstlich von Mâcon und etwa 36 Kilometer südsüdöstlich von Chalon-sur-Saône im Weinbaugebiet Bourgogne. Umgeben wird Plottes von den Nachbargemeinden Tournus im Norden, Le Villars im Osten, Farges-lès-Mâcon im Südosten, Uchizy im Süden, Chardonnay im Südwesten sowie Ozenay im Westen.

## Geschichte
Von 1973 bis 2001 war Plottes Ortsteil der Nachbargemeinde Tournus.

## Bevölkerungsentwicklung
| Jahr                      | 1962 | 1968 | 1975 | 1982 | 1990 | 1999 | 2006 | 2011 | 2016 |
| Einwohner                 | 449  | 435  | 465  | 634  | 641  | 602  | 583  | 591  | 538  |
| Quelle: Cassini und INSEE |      |      |      |      |      |      |      |      |      |

## Sehenswürdigkeiten

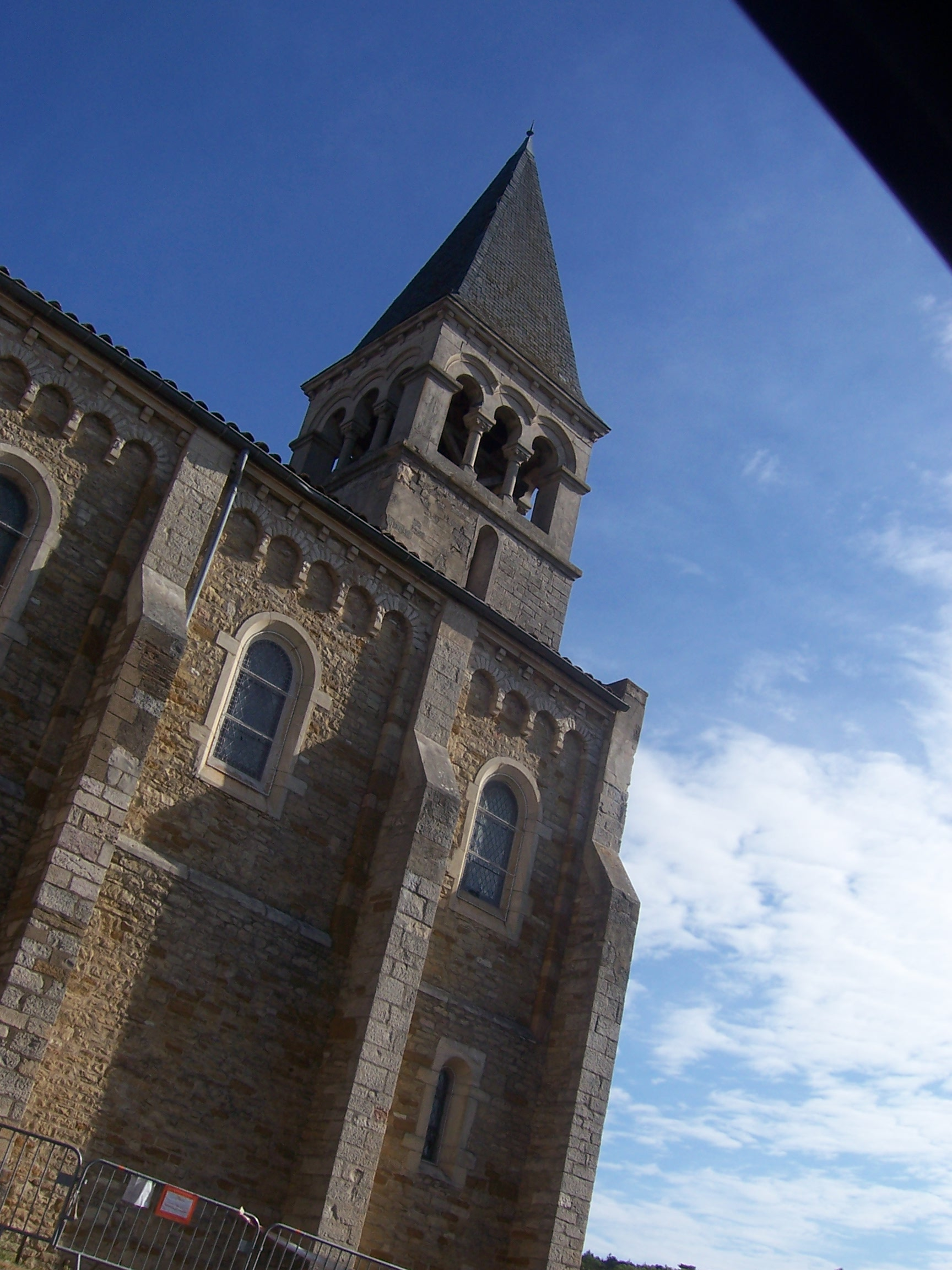
Kirche Saint-Barthélemy

- Kirche Saint-Barthélemy